# نفق الشرطة
نفق الشرطة هو نفق للحركة المرورية في غرب مدينة بغداد، في صوب الكرخ، يربط حي الجامعة شمالاً وحي حطين جنوباً، بدأ إنشاء النفق يوم 20 أيلول سنة 1972م، تلتقي عند النفق 4 اتجاهات، إلى الكاظمية شمالاً وإلى طريق المطار جنوباً، ويتقاطع عند النفق شارع الأردن وشارع الربيع، أُغلق النفق بعد الاحتلال الأمريكي للعراق ومضت 7 سنوات على إغلاقه حتى افتتح يوم 6 كانون الثاني سنة 2011، وكذلك يُستعمل اسم «نفق الشرطة» للدلالة على المحلة 631 من حي الجامعة، وفي مدينة بغداد 14 نفقاً.